# Badis
Os Badis (em nepali:  बादी) são uma comunidade do Nepal caracterizada, em 1854, como um grupo Dálite (antes conhecidos como "Impuros e Intocáveis" - Pani Na Chalne). Os Badis estavam entre os 9 grandes grupos sociais dálites identificados pelo Governo do Nepal, juntamente com Damai, Sarki, Kami e Gaine. 'Badi' significa Vadyabadak, aquele que toca instrumentos musicais, em sânscrito. Às vezes eram chamados de "intocáveis entre os intocáveis" e sustentavam suas famílias empobrecidas com salários diários, pesca, corte de madeira e fabricação de instrumentos musicais.

## História
Os Badis figuravam como a casta intocável de classificação mais baixa no oeste do Nepal. As regras do hinduísmo ortodoxo ditam que os membros das castas superiores (Braham, Chetri ou Thakuri) não podem permitir que os Badis entrem em suas casas, aceitar água ou comida deles, usar a mesma bomba da aldeia ou mesmo encostar neles; embora os homens de casta superior possam fazer sexo com prostitutas Badis. "Por muitos anos, pensei que era meu destino ser prostituta", diz uma prostituta Badi. "Agora percebo que este sistema não foi feito por Deus. Foi feito pelo homem."

## Mudança política
Em 1963, o governo do Nepal aboliu legalmente o sistema de castas e criminalizou qualquer discriminação baseada em castas, incluindo a "intocabilidade" (o ostracismo de uma casta específica). E, em 28 de maio de 2008, o Nepal foi declarado como república, passando de uma monarquia hindu para um estado secular, terminando como Reino Hindu e extinguindo suas discriminações baseadas em castas e as raízes da intocabilidade.